# Luis Romo
Luis Francisco Romo Barrón (ur. 5 czerwca 1995 w Los Mochis) – meksykański piłkarz występujący na pozycji środkowego lub defensywnego pomocnika, reprezentant Meksyku, od 2025 roku zawodnik Guadalajary.